# Jeremy Leven
Jeremy Leven (* 16. August 1941 in South Bend, Indiana) ist ein US-amerikanischer Drehbuchautor, Regisseur, Produzent und Autor.

## Biographie
Jeremy Leven wurde in South Bend, Indiana geboren und wuchs in Chicago, Illinois, auf. Leven studierte an der Harvard University, an der Yale University, an dem St. John’s College in Annapolis, Maryland, und an der University of Connecticut, bevor er Psychologe in Northampton wurde.
Währenddessen gründete er die satirische Zeitschrift The Proposition, die mehr als zehn Jahre lang produziert wurde.
1980 brachte Jeremy Leven sein erstes Buch – Creator – heraus, welches unter der Leitung des Autors 1985 verfilmt wurde.
In dem von ihm geschriebenen Film Don Juan DeMarco (1995) führte Leven ebenfalls Regie. Er wies ein Angebot von rund $2 Millionen für das Drehbuch zurück, da er den Film selbst produzieren wollte.

## Filme
| Film                                                 | Jahr | Leven                                         |
| ---------------------------------------------------- | ---- | --------------------------------------------- |
| Der Professor oder Wie ich meine Frau wiedererweckte | 1985 | Drehbuch                                      |
| Playing for Keeps                                    | 1986 | Drehbuch                                      |
| Don Juan DeMarco                                     | 1995 | Drehbuch & Regie                              |
| Die Legende von Bagger Vance                         | 2000 | Drehbuch                                      |
| Alex & Emma                                          | 2003 | Drehbuch                                      |
| Wie ein einziger Tag                                 | 2004 | Drehbuch                                      |
| Die Frau des Zeitreisenden                           | 2009 | Drehbuch                                      |
| Wer’s glaubt, wird selig                             | 2012 | Drehbuch, adaptiert von Marcus H. Rosenmüller |
| Liebe und andere Turbulenzen                         | 2013 | Regie                                         |

## Awards
- Special Award for Outstanding Achievement, SunDeis Film Festival, 2006